# Huie-Kliffs
Die Huie-Kliffs sind steile und 1700 m hohe Felsenkliffs im westantarktischen Queen Elizabeth Land. In der Forrestal Range der Pensacola Mountains ragen sie oberhalb des May Valley auf und bilden den Nordwestrand des Saratoga Table.
Das Advisory Committee on Antarctic Names benannte sie 1979 nach dem Geologen Carl Huie, der von 1978 bis 1979 für den United States Geological Survey in den Pensacola Mountains tätig war.